# Jakov Fak
Jakov Fak, född 1 augusti 1987 i Rijeka i Jugoslavien (nuvarande Kroatien), är en kroatisk skidskytt som från säsongen 2010/2011 tävlar för Slovenien.

## Karriär
Fak tävlar i världscupen sedan 2006. I säsongen 2008/09 första lopp i Östersund kom han på en 37:e plats vilket var hans bästa placering så långt. Det slog han några veckor senare då han blev 16:e i Hochfilzens distanslopp. Vid VM 2009 inledde han med en 14:e plats på sprinten och en 25:e plats på jaktstarten. På distansloppet tog han sensationellt bronset efter endast ett missat skott, bara 17,1 sekunder från guldet.
Vid invigningsceremonin vid olympiska vinterspelen 2010 var Fak Kroatiens fanbärare.
Han slutade på tredje plats över 10 km sprint vid de olympiska vinterspelen i Vancouver 2010, då tävlande för Kroatien.

### Nationsbyte
I juli 2010 meddelades det i slovensk press att Jakov Fak skall representera Slovenien vid internationella tävlingar. Den 19 november var nationsbytet till Slovenien officiellt bekräftat och Fak mottog sitt slovenska pass den 24 november, vilket möjliggjorde för honom att tävla för Slovenien.
Han vann distansloppet vid VM i Ruhpolding 2012 och tog i och med det även sin första världscupseger.

## Världscupsegrar (6)
| Datum            | Plats                | Disciplin    |
| ---------------- | -------------------- | ------------ |
| 6 mars 2012      | Ruhpolding           | Distans (VM) |
| 8 december 2012  | Hochfilzen           | Jaktstart    |
| 13 december 2012 | Pokljuka             | Sprint       |
| 20 mars 2014     | Holmenkollen         | Sprint       |
| 7 februari 2015  | Nové Město na Moravě | Sprint       |
| 13 mars 2025     | Pokljuka             | Kortdistans  |